# أمير عيد الميلاد
أمير عيد الميلاد (بالإنجليزية: A Christmas Prince) هو فيلم كوميدي رومانسي أمريكي لعيد الميلاد صدر عام 2017 من إخراج أليكس زام، وتأليف كارين شالر وناثان أتكينز وبطولة روز ماكيفر، بن لامب، توم نايت، سارة دوغلاس، دانيال فاذرز، أليس كريج وطاهرة شريف. عُرض الفيلم لأول مرة على نتفليكس في 17 نوفمبر 2017. وصدر الجزء الثاني منه بعنوان أمير عيد الميلاد: الزفاف الملكي، في عام 2018 وجزء آخر صدر في عام 2019، بعنوان أمير عيد الميلاد: الطفل الملكي.

## طاقم التمثيل
- روز ماكيفر في دور آمبر إيف مور / مارثا أندرسون
- بن لامب في دور الأمير ريتشارد بيفان تشارلتون
- توم نايت في دور رئيس الوزراء دينزل
- سارة دوغلاس في دور السيدة أفريل
- دانيال فاذرز في دور رودي مور
- أليس كريج في دور الملكة هيلينا تشارلتون
- طاهرة شريف في دور ميليسا
- ريتشارد أشتون في دور السيد ليتل
- ثيو ديفاني في دور الكونت سيمون دوكسبوري
- فون جوزيف في دور رون
- آونور كنيفاسي بدور الأميرة إميلي تشارلتون
- إيمي مارستون في دور ماكس جولدينج
- جويل ماكفيج في دور آندي
- إيما لويز سوندرز في دور البارونة صوفيا تايلور
- بول كورتيناي هيو في منصب نائب السكرتير الصحفي جيل

## موقع التصوير
صورت الثلاث مؤلفات في قلعة بيليش، سينايا، رومانيا. ومن بين مواقع التصوير الأخرى في رومانيا قصر براغاديرو، ومتحف كوتروسيني الوطني، وجامعة كارول دافيلا للطب والصيدلة، وتقع جميعها في العاصمة الرومانية بوخارست، والتي لا تبعد سوى ساعتين عن سينايا.

## الإصدار
صدر الفيلم على نتفليكس في 17 نوفمبر 2017.

## روابط خارجية
- أمير عيد الميلاد  في قاعدة بيانات الأفلام على الإنترنت (بالإنجليزية)